# Jaime Báez
Jaime Báez Stábile (sinh ngày 25 tháng 4 năm 1995) là một cầu thủ bóng đá chuyên nghiệp Uruguay, hiện đang thi đấu ở vị trí tiền đạo cánh cho câu lạc bộ Ý Frosinone.

## Sự nghiệp thi đấu
Sinh ra tại Montevideo, Báez bắt đầu sự nghiệp tại câu lạc bộ Juventud. Anh ra mắt đội bóng trong mùa giải 2012–13.
Ngày 9 tháng 8 năm 2018, Báez gia nhập câu lạc bộ Serie B Cosenza theo dạng cho mượn đến ngày 30 tháng 6 năm 2019.
Ngày 2 tháng 8 năm 2019, anh ký hợp đồng 3 năm với Cosenza.
Ngày 29 tháng 1 năm 2021, Báez gia nhập câu lạc bộ Cremonese.
Ngày 13 tháng 1 năm 2023, Báez chuyển đến Frosinone.